# Sołdany (Biała Piska)
Sołdany (deutsch Soldahnen) war ein ostpreußisches kleines Dorf in der heutigen Woiwodschaft Ermland-Masuren in Polen. Seine Ortsstelle liegt im Gebiet der heutigen Gmina Biała Piska (Stadt- und Landgemeinde Bialla, 1938 bis 1945 Gehlenburg) im Powiat Piski (Kreis Johannisburg).

## Geographische Lage
Die kaum noch erkennbare Ortsstelle von Sołdany liegt im südlichen Osten der Woiwodschaft Ermland-Masuren, etwa 20 Kilometer südöstlich der Kreisstadt Pisz (deutsch Johannisburg) und 750 Meter nordöstlich der Grenze zwischen den Woiwodschaften Ermland-Masuren und Podlachien. Bis in die 1950er Jahre hinein führte ein Landweg von Jakuby (Jakubben) nach Kosaki (Kossaken, 1938 bis 1945 Wächtershausen) durch das Sołdany, der heute nicht mehr besteht.

## Geschichte
Das nach 1540 Scholdahnen und bis 1945 Soldahnen genannte kleine Dorf wurde 1478 durch den Deutschen Ritterorden als Freigut mit 13 Hufen gegründet. Es bestand aus mehreren großen und kleinen Höfen.
Im Jahre 1874 wurde Soldahnen in den neu errichteten Amtsbezirk Morgen eingegliedert.
116 Einwohner zählte Soldahnen im Jahr 1910. 1933 waren es noch 91, und 1939 belief sich ihre Zahl auf 92.
In Kriegsfolge kam Soldahnen 1945 mit dem gesamten südlichen Ostpreußen zu Polen und erhielt die polnische Namensform „Sołdany“. Bereits in den zu Ende gehenden 1940er Jahren verliert sich jedoch seine Spur und gilt heute als Wüstung ohne erkennbare Reste eines Ortes.

## Religionen
Soldahnen war bis 1945 in die evangelische Kirche Kumilsko (polnisch Kumielsk) in der Kirchenprovinz Ostpreußen der Kirche der Altpreußischen Union sowie in die römisch-katholische Kirche Johannisburg (polnisch Pisz) im Bistum Ermland eingepfarrt.

## Schule
Soldahnen wurde 1897 ein Schulort.